# Przemysław Wiszewski
Przemysław Piotr Wiszewski (ur. 12 sierpnia 1974 w Szprotawie) – polski historyk, specjalizujący się w historii średniowiecza, historii Kościoła, historiografii, ikonografii oraz historii nowożytnej; nauczyciel akademicki związany z Uniwersytetem Wrocławskim i jego rektor od 2020 do 2022 roku.

## Życiorys
Pochodzi ze Szprotawy, gdzie ukończył w 1993 roku miejscowe Liceum Ogólnokształcące im. Bolesława Chrobrego. Bezpośrednio po zdaniu egzaminu maturalnego podjął studia dzienne na kierunku historia na Uniwersytecie Wrocławskim, ukończone w 1998 roku uzyskaniem tytułu zawodowego magistra. W tym samym roku podjął studia doktoranckie w Instytucie Historycznym swojej macierzystej uczelni. Stopień naukowy doktora nauk humanistycznych w zakresie historii uzyskał w 2000 roku na podstawie pracy pt. Dzieje opactwa benedyktynek w Legnicy (1348–1810), napisanej pod kierunkiem prof. Marka Derwicha. W tym samym roku został także zatrudniony na stanowisku adiunkta w Zakładzie Nauk Pomocniczych Historii i Archiwistyki Instytutu Historycznego UWr. W 2009 roku uzyskał stopień doktora habilitowanego nauk humanistycznych w zakresie historii O specjalności: historia średniowiecza, historia nowożytna, nauki pomocnicze historii, na podstawie pracy nt.: Domus Bolezlai. W poszukiwaniu tradycji dynastycznej Piastów (do około 1138 r.). Niedługo potem otrzymał awans na stanowisko profesora nadzwyczajnego. 11 czerwca 2015 roku prezydent Polski Bronisław Komorowski nadał mu tytuł profesora nauk humanistycznych.
Poza działalnością naukowo-dydaktyczną pełnił także wiele funkcji kierowniczych na uczelni. Od 2008 do 2012 był zastępcą dyrektora ds. nauki i współpracy z zagranicą Instytutu Historycznego Uniwersytetu Wrocławskiego. W latach 2012–2016 zajmował stanowisko prodziekana ds. nauki i współpracy z zagranicą, a w 2016 roku został wybrany na dziekana Wydziału Nauk Historycznych i Pedagogicznych Uniwersytetu Wrocławskiego. Stanowisko to piastował do 2020 roku. Kierował zespołem Uniwersytetu Wrocławskiego przygotowującym aplikację w konkursie Inicjatywa Doskonałości Uczelnia Badawcza. Aplikacja została uznana za jedną z 10 najlepszych i zapewniła Uniwersytetowi Wrocławskiemu włączenie do grona 10 uczelni badawczych. W tym samym roku został wybrany na rektora Uniwersytetu Wrocławskiego. W trakcie pełnienia swojej funkcji wprowadzał zmiany usprawniające funkcjonowanie uniwersytetu i kładł nacisk na wsparcie dla studentów, doktorantów i badaczy rozwijających międzynarodowe badania naukowe. W związku z licznymi naruszeniami wartości akademickich przez władze państwowe opowiedział się po stronie wspierających utrzymanie demokratycznego charakteru kraju. Jako rektor udzielił np. wsparcia studentkom i studentom uczestniczącym w tzw. Strajku Kobiet, który miał miejsce po orzeczeniu Trybunału Konstytucyjnego w sprawie aborcji. Ogłosił dni rektorskie, umożliwiając im tym samym wzięcie udziału w proteście obywatelskim. Wystosował apel o spokojny przebieg protestu. Zapewnił pomoc prawną dla studentów i studentek zatrzymanych przez policję. Pomoc zapewniali radcy prawni, którzy dyżurowali pro bono przez całą dobę. Rektor osobiście chronił przed interwencją BOR, a następnie odmówił ukarania pracowników, którzy - protestując przeciwko łamaniu praw człowieka na granicy z Białorusią - zakłócili w dniu 30 września 2021 r. wystąpienie ówczesnego premiera. Zainicjował także apel Senatu UWr w związku z sytuacją humanitarną na granicy z Białorusią. Występował w obronie równości praw i wolności jednostki w przestrzeni akademickiej, w tym społeczności LGBT+ i mniejszości narodowych. Przedstawiał także publicznie votum separatum wobec niektórych działań MEiN, w tym w szczególności w zakresie dotyczącym nowej punktacji czasopism naukowych.   
W dniu 9 marca 2022 roku jego mandat wygasł, w związku z oskarżeniem o naruszenie przepisów Ustawy o szkolnictwie wyższym, dotyczących działalności zarobkowej bez zgody rady uczelni. O wygaśnięciu mandatu stwierdził Minister Edukacji i Nauki Przemysław Czarnek. W lutym 2025 r. Najwyższy Sąd Administracyjny orzekł o braku podstaw merytorycznych dla tej decyzji i rażącym przekroczeniu uprawnień ministra w tej sprawie. 
Kandydował w wyborach na rektora uczelni w 2022 roku, jednak przegrał w nich z prof. dr hab. Robertem Olkiewiczem, który wsparł publicznie decyzję ministra o odwołaniu poprzednika.
Ponadto jest członkiem zarządu International Centre for Archival Research.

## Kontrowersje
W trakcie niepełnej kadencji rektora Uniwersytetu Wrocławskiego podejmował decyzje uważane przez niektórych za kontrowersyjne. Jedną z nich było zamówienie przez Dział Komunikacji Uniwersytetu prenumeraty prawicowej „Gazety Polskiej Codziennie” obok prenumeraty Gazety Wyborczej. Decyzja ta spotkała się z oburzeniem środowiska studenckiego na uczelni, co doprowadziło do wycofania prenumeraty.
W styczniu 2022 roku, podczas piątej fali epidemii koronawirusa w Polsce, w czasie najwyżej liczby zakażeń od początku epidemii w Polsce, wobec decyzji ministra edukacji narodowej Przemysława Czarnka, o wprowadzeniu kształcenia stacjonarnego w szkołach i na uczelniach, wydał zarządzenie wprowadzające kształcenie zdalne na studiach zaocznych oraz możliwość kształcenia stacjonarnego i zdalnego na studiach stacjonarnych. Decyzja ta, spotkała się z oburzeniem części studentów Wydziału Nauk Społecznych, co w rezultacie doprowadziło do złożenia w prokuraturze zawiadomienia o popełnieniu przestępstwa, sprowadzenia niebezpieczeństwa dla życia lub zdrowia wielu osób, powodując zagrożenie epidemiologiczne oraz szerzenie się choroby zakaźnej, przez przedstawiciela studentów w Radzie Wydziału Nauk Społecznych Uniwersytetu Wrocławskiego. Prokuratura Rejonowa dla Wrocławia-Stare Miasto we Wrocławiu prowadziła w tej sprawie postępowanie. Postępowanie umorzono w 2024 r. wobec braku znamion przekroczenia prawa.

## Dorobek naukowy
Zainteresowania naukowe Przemysława Wiszewskiego koncentrują się wokół tożsamości grup społecznych i form komunikacji między członkami tych grup, ze szczególnym uwzględnieniem wartości jako czynnika definiującego i spajającego grupy. Od wielu lat prowadzi badania nad dziejami regionalnymi oraz wspólnot lokalnych na Śląsku. Koordynuje prace w ramach polskiego zespołu projektu „Cuius Regio. An analysis of the cohesive and disruptive forces determining the attachment and commitment of (groups of) persons to and the cohesion within regions” w ramach europejskiego projektu o nazwie „European Science Foundation”. Jest kierownikiem projektów „Śląsk ojczysty. Dzieje wspólnot lokalnych w kontekście tożsamości regionalnej, państwowej i narodowej (XII–XXI w.). Cz. 1", a także „Mechanizmy budowania spójności w społecznościach wieloetnicznych, X-XXI w.”. Do tej pory wypromował sześciu doktorów. Dotychczas opublikował ogólnie ponad 150 publikacji, w tym 9 monografii, 16 prac pod redakcją, 15 artykułów w czasopismach naukowych i 86 rozdziałów w monografiach zbiorowych. Stale publikuje prace popularnonaukowe (w tym książki), recenzje i omówienia, bierze udział w konferencjach krajowych i zagranicznych.
Do jego najważniejszych publikacji należą:
- Zakony z terenów dawnego księstwa świdnicko-jaworskiego: życie klasztorne od XIII do pierwszej ćwierci XVI w., Świdnica-Jawor 2001.
- Origines mundi, gentium et civitatum, Wrocław 2001, Współautor: Stanisław Rosik.
- Poczet królów i książąt, Wyd. Dolnośląskie, Wrocław 2002. Współautor: Stanisław Rosik.
- Opactwo benedyktynek w Legnicy (1348/1349–1810): struktura, funkcjonowanie, miejsce w społeczeństwie, Wyd. Historyczne, Wrocław-Poznań 2003.
- Oleśnica: od czasów najdawniejszych po współczesność, wyd. Atut, Wrocław 2006. Współautor: Wojciech Mrozowicz.
- Bystrzyca Kłodzka. Zarys rozwoju miasta na przestrzeni dziejów, wyd. DTSK Silesia, Urząd Miasta i Gminy w Bystrzycy Kłodzkiej, Wrocław-Bystrzyca Kłodzka 2007. Współautor: Stanisław Rosik i Małgorzata Ruchniewicz.
- Domus Bolezlai. W poszukiwaniu tradycji dynastycznej Piastów (do około 1138 roku), Wrocław 2008; wydanie angielskie, zmienione: Domus Bolezlai: values and social identity in dynastic traditions of medieval Poland (c. 966–1138), transl. Paul Barford, wyd. zm. i poszerz, Leiden: Boston: BRILL, 2010.
- Wielkie zmiany wiejskiego świata: monografia historyczna gminy Kobierzyce, Wrocław 1995.
- (wspólnie z Nora Berend, Przemysław Urbańczyk) Central Europe in the high Middle Ages: Bohemia, Hungary and Poland c.900-c.1300, Cambridge, Cambridge University Press, 2013.
- (wspólnie z Norbert Kersken) Neue Nachbarn in der Mitte Europas. Polen und das Reich im Mittelalter, Wissenschaftliche Buchgesellschaft, 2019 (=Deutsch-Polnische Geschichte, Bd. 1), s. 270.
- Redaktor serii Bliska historia. Studia z dziejów lokalnych / History next to. Local past studies obejmującej do 2020 r. 16 tomów monografii historycznych, dziedzictwa kulturowego oraz atlasów źródeł historycznych wspólnot lokalnych z terenu Dolnego Śląska. Publikacje z tej serii w całości dostępne są w wolnym dostępie w Bibliotece Cyfrowej UWr. (www.bibliotekacyfrowa.pl).